# Остра лъчева болест
Острата лъчева болест е спешно състояние в медицината, изразяващо се в животозастрашаващи увреждания на органи и системи, предизвикани от излагане на индивида на въздействието на радиация с висока интензивност.
Това състояние е типичен пример за ранен соматичен детерминистичен ефект, получен вследствие на ефекта на облъчване на системи с голяма метаболитна активност и регенераторен потенциал.
Тя е зависима от погълнатата доза и експозицията и следователно има определен праг, при който се изявява клинично. За такъв се приема D=1 Gy (100 rad). При стойности около този праг на дозата острата лъчева болест обикновено има дискретна клинична проява. Ако погълнатата доза е по-ниска от посочената стойност, не се наблюдават клинични изяви на болестта.

## Форми на острата лъчева болест
Острата лъчева болест има 4 основни клинични форми:
- хемопоетична (нарича се още костно-мозъчна) форма;
- чревна форма;
- съдова форма;
- церебрална форма.

Хемопоетичната остра лъчева болест е най-често срещаната. Тя настъпва при облъчване с дози от 1 до 10 Gy. Тази стойност на дозата се нарича още терапевтичен дозов диапазон, поради възможността за успешен изход при провеждане на адекватно лечение (за разлика от другите три форми, настъпващи при по-силно облъчване, при които изходът неминуемо е фатален).
Чревната форма на острата лъчева болест се проявява при дози от 10 – 20 Gy. При това радиобиологичният ефект е основно върху храносмилателната система и особено върху най-лъчечувствителната ѝ част – тънкото черво. Тази уязвимост на тънкото черво се дължи на изключително развитата регенерационна способност на епитела му. При тази форма на болестта смъртта настъпва до две седмици след облъчването.
Съдова форма се получава вследствие на поглъщане на дози от порядъка на 20 – 80 Gy. Тук най-големи поражения търпи съдовата система. Ендотелът на съдовете се уврежда, а те стават „по-чупливи“. Смъртта настъпва вследствие на кръвоизлив в жизненоважен орган до една седмица след излагане на лъчението.
Церебралната форма на острата лъчева болест настъпва при поемане на дози над 80 Gy. При нея смъртта настъпва за няколко (2 – 3) дни. При поглъщане на дози над 240 Gy, леталният изход настъпва моментално. Това е така наречената апоплектична форма, срещаща се още като „смърт под лъча“.

## Клинична картина
Първа фаза на заболяването е известна като „период на начални лъчеви реакции“. При този етап нервно-регулаторните смущения взимат превес над структурните изменения в органите. Развиват се горен и долен диспептичен синдром (различни стомашно-чревни смущения), тахикардия на фона на хипотензия, вратна ригидност, дермографизъм.
Следващият етап от развитието на болестта е тъй-нареченият „латентен период“. Състоянието на болния субективно се подобрява, но показателите на кръвната му картина продължават да се влошават. Този период може да продължи до един месец.
Като трета фаза на заболяването се развива пълната клинична проява на лъчевата болест. Това е периодът в който настъпва смъртта. Характеризира се с трескаво състояние на индивида, алопеция (окапване на косата), кръвоизливи. Настъпилата смърт най-често се дължи на инфекция (имунната система е изключително компрометирана след облъчването) или на кръвоизлив в жизненоважен орган.
Като последен етап от развитието на болестта се счита евентуалното възстановяване на организма.

## Симптоми
Традиционните форми на острата лъчева болест могат да бъдат предшествани или не от продром (ранни симптоми). Скоростта на проявяването на симптомите е свързана с излагането на радиация, като по-големите дози радиация причиняват по-бързо настъпване на симптомите. Продромът на острата лъчева болест включва гадене, повръщане, главоболие, отпадналост, треска и зачервяване на кожата. Тези симптоми могат да се проявят още при дози от 0,35 Gy. Те са често срещани при много болести и сами по себе си не индикират остра лъчева болест.

### Симптоми при доза, погълната от цялото тяло
| Фаза            | Симптом              | Доза, погълната от цялото тяло (Gy)                                     | Доза, погълната от цялото тяло (Gy)                                         | Доза, погълната от цялото тяло (Gy)                                                                                   | Доза, погълната от цялото тяло (Gy)                                   | Доза, погълната от цялото тяло (Gy)           |
| Фаза            | Симптом              | 1 – 2 Gy                                                                | 2 – 6 Gy                                                                    | 6 – 8 Gy | 8 – 30 Gy                                                             | > 30 Gy                                       |
| --------------- | -------------------- | ----------------------------------------------------------------------- | --------------------------------------------------------------------------- | --- | --------------------------------------------------------------------- | --------------------------------------------- |
| Непосредствено  | Гадене и повръщане   | 5 – 50%                                                                 | 50 – 100%                                                                   | 75 – 100% | 90 – 100%                                                             | 100%                                          |
| Непосредствено  | Време за проявяване  | 2 – 6 ч.                                                                | 1 – 2 ч.                                                                    | 10 – 60 min | < 10 min                                                              | минути                                        |
| Непосредствено  | Продължителност      | < 24 ч.                                                                 | 24–48 ч.                                                                    | < 48 ч. | < 48 ч.                                                               | (пациентите умират за по-малко от 48 ч.)      |
| Непосредствено  | Диария               | няма                                                                    | няма или много слаба (< 10%)                                                | тежка (> 10%) | тежка (> 95%)                                                         | тежка (100%)                                  |
| Непосредствено  | Време за проявяване  | –                                                                       | 3 – 8 ч.                                                                    | 1 – 3 ч. | < 1 ч.                                                                | < 1 ч.                                        |
| Непосредствено  | Главоболие           | леко                                                                    | леко до умерено (50%)                                                       | умерено (80%) | тежко (80–90%)                                                        | тежко (100%)                                  |
| Непосредствено  | Време за проявяване  | –                                                                       | 4–24 ч.                                                                     | 3–4 ч. | 1–2 ч.                                                                | < 1 ч.                                        |
| Непосредствено  | Треска               | няма                                                                    | умерена (10-100%)                                                           | умерена до тежка (100%)                                                                                               | тежка (100%)                                                          | тежка (100%)                                  |
| Непосредствено  | Време за проявяване  | –                                                                       | 1–3 ч.                                                                      | < 1 ч. | < 1 ч.                                                                | < 1 ч.                                        |
| Непосредствено  | Функция на ЦНС       | няма засягане                                                           | засягане на възприятието 6–20 ч.                                            | засягане на възприятието > 24 ч.                                                                                      | бърза загуба на способностите                                         | припадъци, тремор, атаксия, летаргия          |
| Латентен период |                      | 28 – 31 дни                                                             | 7 – 28 дни                                                                  | < 7 дни | няма                                                                  | няма                                          |
| Болест          |                      | лека до умерена левкопения (намален брой бели кръвни телца) отпадналост | умерена до тежка левкопения пурпура кръвоизливи инфекции алопеция след 3 Gy | тежка левкопения тежка треска диария повръщане замаяност и дезориентация ниско кръвно налягане електролитен дисбаланс | гадене повръщане тежка диария тежка треска електролитен дисбаланс шок | няма (пациентите умират за по-малко от 48 ч.) |
| Смъртност       | без медицински грижи | 0 – 5%                                                                  | 5 – 95%                                                                     | 95 – 100% | 100%                                                                  | 100%                                          |
| Смъртност       | с медицински грижи   | 0 – 5%                                                                  | 5 – 50%                                                                     | 50 – 100% | 99 – 100%                                                             | 100%                                          |
| Смъртност       | смърт                | 6 – 8 седмици                                                           | 4 – 6 седмици                                                               | 2 – 4 седмици | 2 дни – 2 седмици                                                     | 1 – 2 дни                                     |
| Източник        |                      |                                                                         |                                                                             | |                                                                       |                                               |

### Промени по кожата
Няколко часа след облъчването временно и непостоянно зачервяване, придружено със сърбеж, може да се появи. След това може да настъпи латентна фаза и да продължи от няколко дни до няколко седмици, през които са налице интензивно зачервяване, мехури и язви върху облъчените места. В повечето случаи заздравяването се случва по регенеративен начин, но много големи дози, поети от кожата, могат да доведат до постоянна загуба на окосмяване, увредени мастни и потни жлези, атрофия, фиброза, намалена или повишена пигментация, както и язви и некроза на изложената тъкан. След Чернобилската авария е забелязано, че когато кожата е облъчена с високоенергийни бета-частици, беленето на кожата и подобни ранни ефекти могат да заздравяват, само за да бъдат последвани от рухването на дермалната съдова система след два месеца, което предизвиква загубата на цялата дебелина на изложената кожа.

### Рак
Според някои модели, всякакво излагане на йонизираща радиация, дори при дози, които са твърде ниски, за да предизвикат симптоми на лъчева болест, може да причини рак в резултат на клетъчно и генетично увреждане. Според предположението, оцелелите остра лъчева болест са изправени пред повишен риск от развиване на рак по-късно през живота им. Вероятността за развиване на рак е линейна функция по отношение на ефективната доза. При ракът, причинен от облъчване, скоростта, при която напредва състоянието, прогнозата, степента на болка и всякакви други черти на болестта не се смятат за функция на дозата радиация.
Все пак, някои проучвани противоречат на тези твърдения. Според тези проучвания, ниските нива на облъчване не увеличават въобще риска от рак и може да съществува прагова доза йонизираща радиация, под която излагането се счита за безопасно. Въпреки това, за повечето национални регулиращи политики, касаещи изкуствените източници на радиация, не съществува „безопасна доза“.

### Увреждане на ДНК
Високи дози радиация причиняват увреждане на ДНК. Ако се остави непоправено, това увреждане може да създаде сериозни и дори смъртоносни хромозомни отклонения. Йонизиращата радиация може да произведе активни форми на кислорода, които са много увреждащи за ДНК.
Йонизиращото лъчение причинява пряко увреждане на клетките чрез местни йонизиращи събития, създавайки купове от увредена ДНК. Увреждането включва загуба на нуклеотидни бази и разбиването на захаро-фосфатния скелет, който се държи за нуклетидните бази. По-високите дози радиация са по-склонни да причинят по-тясно групиране на повреди, което е по-малко вероятно да бъде поправено. Непоправените ДНК повреди са склонни към генериране на фенотип като мутация или клетъчна смърт. Соматичните мутации не могат да бъдат наследени, но те могат да се разпространяват сред клетките на организма.

## Лечение
Лечението на острата лъчева болест е комплексна терапия, включваща широкоспектърни антибиотици (за превенция на евентуална инфекция, по възможност с бактерицидно действие), противомикотични средства, антивирусни препарати, преливане на кръв и кръвни продукти (самите те облъчвани с доза от 20 Gy, за да се елиминират мононуклеарните левкоцити и да се избегне реакция на отхвърляне). Прилагат се също препарати за предотвратяване на ДИК-синдром, а в дози над 80 Gy се прибягва до костно-мозъчна трансплантация.

## Прогноза
Неблагоприятна във  всички случаи. Дори при преживяване на четвъртата фаза на заболяването се смята, че такива пациенти са с повишен риск за неоплазии, увреден родов потенциал и висока степен на нарушения в имунната система.